# Lorenzo Rosseti
Valerio Lorenzo Rosseti (Arezzo, 5 agosto 1994) è un calciatore italiano, attaccante svincolato.

## Caratteristiche tecniche
Prima punta centrale, forte fisicamente, dotato di buona tecnica, abile nei colpi di testa.

## Carriera

### Club

#### Giovanili ed esordio tra i professionisti
Cresciuto nel settore giovanile del Siena, viene promosso in prima squadra nel 2013, a 19 anni, giocando in Serie B. Nella sua prima stagione da professionista realizza 6 gol in 27 presenze in campionato. Tuttavia sul finire di campionato nel maggio 2014 subisce la rottura del legamento crociato costringendolo all'intervento chirurgico.

#### Juventus e prestiti in Italia
A causa fallimento della società toscana nell'estate 2014, nonostante l'infortunio, si trasferisce alla Juventus, che lo gira in prestito biennale all'Atalanta. Dovendo recuperare dal lungo infortunio, esordisce il 21 gennaio 2015 nella partita degli ottavi di finale di Coppa Italia persa per 3-1 sul campo della Fiorentina; il successivo 24 maggio fa invece il suo debutto ufficiale in Serie A con la maglia della "dea", nella trasferta di Verona, nel pareggio (1-1) contro il Chievo subentrando nel secondo tempo a Richmond Boakye.
Il 21 luglio 2015, torna a giocare nella serie cadetta, con la formula del prestito, al Cesena.

#### Lugano
Il 5 agosto 2016 viene ceduto in prestito per una stagione agli svizzeri del Lugano, dove realizza la sua prima rete al debutto, nella partita persa per 4-1 contro il Basilea.

#### Ascoli
Il 18 agosto 2017 viene acquistato a titolo definitivo dall'Ascoli, formazione di Serie B, con la quale firma un contratto quadriennale. Segna subito al debutto con i marchigiani, il 26 agosto, nella sconfitta per 3-2 in casa del Cittadella.

#### Como e Latina
Il 5 ottobre 2020 si trasferisce a titolo definitivo al Como, in Serie C. Con la maglia lariana in 16 presenze realizza una rete, il 27 marzo nella vittoria casalinga per 4 a 2 contro il Pontedera.
Il 20 agosto 2021 si trasferisce al Latina.

### Nazionale
Ha giocato nelle nazionali giovanili italiane Under-18, Under-19 ed Under-20.
Esordisce in nazionale Under-21 il 12 agosto 2015, in una partita amichevole contro i pari età dell'Ungheria. Alla sua seconda presenza, il 24 marzo 2016, realizza il suo primo gol con l'Under-21 nella partita di qualificazione all'Europeo 2017 vinta 4-1 in trasferta contro l'Irlanda.

## Statistiche

### Presenze e reti nei club
Statistiche aggiornate al 19 gennaio 2025.
| Stagione        | Squadra         | Campionato      | Campionato | Campionato | Coppe nazionali | Coppe nazionali | Coppe nazionali | Coppe continentali | Coppe continentali | Coppe continentali | Altre coppe | Altre coppe | Altre coppe | Totale | Totale | Totale |
| Stagione        | Squadra         | Comp            | Pres       | Reti       | Comp            | Pres            | Reti            | Comp               | Pres               | Reti               | Comp        | Pres        | Reti        | Pres   | Reti   |        |
| --------------- | --------------- | --------------- | ---------- | ---------- | --------------- | --------------- | --------------- | ------------------ | ------------------ | ------------------ | ----------- | ----------- | ----------- | ------ | ------ | ------ |
| 2013-2014       | Siena           | B               | 27         | 6          | CI              | 3               | 1               | -                  | -                  | -                  | -           | -           | -           | 30     | 7      |        |
| 2014-2015       | Atalanta        | A               | 1          | 0          | CI              | 1               | 0               | -                  | -                  | -                  | -           | -           | -           | 2      | 0      |        |
| 2015-2016       | Cesena          | B               | 22+1       | 4          | CI              | 2               | 0               | -                  | -                  | -                  | -           | -           | -           | 25     | 4      |        |
| 2016-2017       | Lugano          | SL              | 11         | 4          | CS              | 1               | 0               | -                  | -                  | -                  | -           | -           | -           | 12     | 4      |        |
| 2017-2018       | Ascoli          | B               | 18+1       | 2          | CI              | 0               | 0               | -                  | -                  | -                  | -           | -           | -           | 19     | 2      |        |
| 2018-2019       | Ascoli          | B               | 25         | 5          | CI              | 0               | 0               | -                  | -                  | -                  | -           | -           | -           | 25     | 5      |        |
| 2019-2020       | Ascoli          | B               | 6          | 0          | CI              | 1               | 0               | -                  | -                  | -                  | -           | -           | -           | 7      | 0      |        |
| Totale Ascoli   | Totale Ascoli   | Totale Ascoli   | 49+1       | 7          |                 | 1               | 0               |                    | -                  | -                  |             | -           | -           | 51     | 7      |        |
| 2020-2021       | Como            | C               | 16         | 1          | CI              | -               | -               | -                  | -                  | -                  | SC-C        | 2           | 0           | 18     | 1      |        |
| 2021-2022       | Latina          | C               | 19         | 1          | CI-C            | 0               | 0               | -                  | -                  | -                  | -           | -           | -           | 19     | 1      |        |
| 2022-2023       | Latina          | C               | 21+1       | 2          | CI-C            | 1               | 0               | -                  | -                  | -                  | -           | -           | -           | 23     | 2      |        |
| Totale Latina   | Totale Latina   | Totale Latina   | 40+1       | 3          |                 | 1               | 0               |                    | -                  | -                  |             | -           | -           | 42     | 3      |        |
| 2023-2024       | Reggina         | D               | 16+2       | 2          | -               | -               | -               | -                  | -                  | -                  | -           | -           | -           | 18     | 2      |        |
| 2024-2025       | Reggina         | D               | 3          | 0          | CI-D            | 3               | 0               | -                  | -                  | -                  | -           | -           | -           | 6      | 0      |        |
| Totale Reggina  | Totale Reggina  | Totale Reggina  | 19+2       | 2          |                 | 3               | 0               |                    | -                  | -                  |             | -           | -           | 24     | 2      |        |
| Totale carriera | Totale carriera | Totale carriera | 190        | 27         |                 | 12              | 1               |                    | -                  | -                  |             | 2           | 0           | 204    | 28     |        |

### Cronologia presenze e reti in nazionale
| Cronologia completa delle presenze e delle reti in nazionale ― Italia under 21 | Cronologia completa delle presenze e delle reti in nazionale ― Italia under 21 | Cronologia completa delle presenze e delle reti in nazionale ― Italia under 21 | Cronologia completa delle presenze e delle reti in nazionale ― Italia under 21 | Cronologia completa delle presenze e delle reti in nazionale ― Italia under 21 | Cronologia completa delle presenze e delle reti in nazionale ― Italia under 21 | Cronologia completa delle presenze e delle reti in nazionale ― Italia under 21 | Cronologia completa delle presenze e delle reti in nazionale ― Italia under 21 |
| Data                                                                           | Città                                                                          | In casa                                                                        | Risultato                                                                      | Ospiti                                                                         | Competizione                                                                   | Reti                                                                           | Note                                                                           |
| ------------------------------------------------------------------------------ | ------------------------------------------------------------------------------ | ------------------------------------------------------------------------------ | ------------------------------------------------------------------------------ | ------------------------------------------------------------------------------ | ------------------------------------------------------------------------------ | ------------------------------------------------------------------------------ | ------------------------------------------------------------------------------ |
| 12-8-2015                                                                      | Telki                                                                          | Ungheria under 21                                                              | 0 – 0                                                                          | Italia under 21                                                                | Amichevole                                                                     | -                                                                              | 46’                                                                            |
| 24-3-2016                                                                      | Waterford                                                                      | Irlanda under 21                                                               | 1 – 4                                                                          | Italia under 21                                                                | Qual. Europeo Under-21 2017                                                    | 1                                                                              |                                                                                |
| 29-3-2016                                                                      | Andorra la Vella                                                               | Andorra under 21                                                               | 0 – 1                                                                          | Italia under 21                                                                | Qual. Europeo Under-21 2017                                                    | -                                                                              | 72’                                                                            |
| 2-6-2016                                                                       | Venezia                                                                        | Italia under 21                                                                | 0 – 1                                                                          | Francia under 21                                                               | Amichevole                                                                     | -                                                                              | 54’                                                                            |
| 10-8-2016                                                                      | San Benedetto del Tronto                                                       | Italia under 21                                                                | 0 – 0                                                                          | Albania under 21                                                               | Amichevole                                                                     | -                                                                              | 75’                                                                            |
| 2-9-2016                                                                       | Vicenza                                                                        | Italia under 21                                                                | 1 – 1                                                                          | Serbia under 21                                                                | Qual. Europeo Under-21 2017                                                    | -                                                                              | 85’                                                                            |
| 6-9-2016                                                                       | La Spezia                                                                      | Italia under 21                                                                | 3 – 0                                                                          | Andorra under 21                                                               | Qual. Europeo Under-21 2017                                                    | -                                                                              | 64’                                                                            |
| 11-10-2016                                                                     | Kaunas                                                                         | Lituania under 21                                                              | 0 – 0                                                                          | Italia under 21                                                                | Qual. Europeo Under-21 2017                                                    | -                                                                              | 57’                                                                            |
| Totale                                                                         |                                                                                | Presenze                                                                       | 8                                                                              |                                                                                | Reti                                                                           | 1                                                                              |                                                                                |

## Palmarès

### Club

#### Competizioni nazionali
- Serie C: 1

Como: 2020-2021 (girone A)